# E.ON España
E.ON España, fue la filial en España de la empresa alemana E.ON, que existió entre 2007 y 2015.

## Historia
E.ON trató de hacerse con el control en España de Endesa en solitario en 2006, tras la retirada de Gas Natural, que no podía asumir las cifras propuestas por la alemana. Aunque tuvo que desistir en su empeño tras la oferta de la española Acciona y la italiana Enel, E.On obtuvo unos 100 00 millones de euros en activos, de Endesa y Enel en Italia, Francia y España. Estos activos españoles constaban principalmente de la empresa Viesgo, fundada en 1906 en Puente Viesgo (Cantabria), con el nombre de Electra de Viesgo, y que perteneció a Endesa hasta 2003 y a Enel desde entonces hasta 2008. E.ON, que ya se encontraba en España desde agosto de 2007 a través de E.ON Renovables, adquirió Viesgo (que pertenecía a Enel y pasó a denominar E.ON), y las centrales de Los Barrios y Tarragona, pertenecientes a Endesa, el 26 de junio de 2008, fecha en la que creó E.ON España como unidad de mercado. Entre todas estas centrales, E.ON España tenía 650.000 clientes.
Pero la Comisión de la Competencia Europea ha dictaminado que debe ceder todos estos activos. En 2015, E.ON vendió su filial en España, que recuperó su antiguo nombre de Viesgo.

## Generación
Aparte de su sistema de centrales hidráulicas, E.ON España contaba con 5 centrales térmicas de carbón:
- Central térmica de Puente Nuevo, en Espiel (Córdoba).
- Central térmica de Puertollano, en Puertollano (Ciudad Real).
- Central térmica de Serchs, en Serchs (Barcelona).
- Central térmica de Los Barrios, en Los Barrios (Cádiz).
- Central térmica de Escucha, en Escucha (Teruel).

Además, poseía 3 centrales de ciclo combinado:
- Central térmica de Escatrón, en Escatrón (Zaragoza).
- Central térmica de Tarragona, en Tarragona.
- Central térmica Bahía de Algeciras, en Algeciras (Cádiz).